# Heilongjiang
Heilongjiang (en chino, 黑龙江; pinyin, Hēilóngjiāngⓘ) es una provincia de la República Popular China. Su capital es Harbin. Situada en el extremo norte de la región noreste del país, limita con Rusia, Jilin y Mongolia Interior. 
Entre las divisiones administrativas provinciales chinas, Heilongjiang es la sexta más grande por superficie total, la decimoquinta más poblada y la segunda más pobre por PIB per cápita.
La provincia toma su nombre del río Heilong (dragón negro, nombre chino del Amur), que marca la frontera entre la República Popular China y Rusia. En Heilongjiang se encuentra el punto más septentrional de China (en la ciudad de Mohe, junto al Amur) y el más oriental (en la confluencia de los ríos Amur y Ussuri).

## Historia

### Etapa imperial
Los antiguos registros chinos y otras fuentes afirman que Heilongjiang estaba habitado por pueblos como los sushen, los buyeo, los mohe, los balhae y los kitán. El pueblo mongol Donghu vivía en Mongolia Interior y en la parte occidental de Heilongjiang. Algunos nombres son manchúes o mongoles. La parte oriental de Heilongjiang estuvo gobernada por el reino de Balhae entre los siglos VII y X. La dinastía Jurchen Jin (1115-1234), que posteriormente gobernó gran parte del norte de China, surgió dentro de las fronteras de la actual Heilongjiang.
Heilongjiang como entidad administrativa fue creada en 1683, durante la era Kangxi de la dinastía Qing manchú, a partir de la parte noroeste de la provincia de Jilin. Esta provincia de Heilongjiang sólo incluía la parte occidental de la actual provincia de Heilongjiang, y estaba bajo la supervisión del general de Heilongjiang (Sahaliyan Ula i Jiyanggiyūn) (el título también se traduce como gobernador militar de Heilongjiang; jiyanggiyūn es la lectura manchú de la palabra china 將軍 jiāngjūn; "líder militar, general" y es afín al shōgun japonés), cuyo poder se extendía, según el Tratado de Nérchinsk, hasta el norte de las montañas Stanovoi. La parte oriental de lo que hoy es Heilongjiang permaneció bajo la supervisión del general de Jilin (Girin i Jiyanggiyūn), cuyo poder llegaba hasta el mar de Japón. Estas zonas de las profundidades de Manchuria estaban cerradas a la migración de los chinos han.[cita requerida]
La sede original del gobernador militar de Heilongjiang, establecida en 1683, estaba en la ciudad de Heilongjiang (también conocida como Aigun o Heihe o, en manchú, Saghalien Ula), situada en el río Amur. Sin embargo, ya en 1690 la sede del gobernador se trasladó a Nenjiang (Mergen), en el río Nen, y, en 1699, más al sur, a Qiqihar. Según los historiadores modernos, los traslados pueden haber estado motivados por consideraciones de abastecimiento: Nenjiang y Qiqihar están conectadas por una cómoda vía fluvial (el río Nen) con el sur de Manchuria, mientras que para acceder a Aigun (Heihe) habría que navegar por el río Sungari hasta su confluencia con el Amur y luego remontar el Amur hasta Heihe, o bien utilizar un porteo sobre las montañas Lesser Xing'an entre el valle del río Nen y el del Amur. Una ventaja adicional de Qiqihar puede haber sido su ubicación en el cruce de una carretera hacia el norte (a Nenjiang) y otra hacia el oeste (a Mongolia), lo que permitía a su guarnición defenderse tanto de los rusos como de los mongoles de Ölöt.
La presencia militar Qing era escasa al norte de Aigun. Según las fuentes europeas del siglo XVIII y principios del XX y los informes de los rusos en la década de 1850, el puesto de "avanzadilla" Qing más lejano estaba en Ulusu-Modon (Ulussu-Mudan) (chino: 乌鲁苏穆丹 Wūlǔsūmùdān), cerca del famoso meandro en forma de S del río Amur. (El puesto estaba en la orilla izquierda (norte) del río, perdido por los rusos en 1860).
En 1858 y 1860, el gobierno Qing se vio obligado a ceder todas las tierras más allá de los ríos Amur y Ussuri al Imperio ruso, cortando el Imperio Qing del mar de Japón y dando a Heilongjiang sus actuales fronteras norte y este. Al mismo tiempo, el gobierno Qing abrió Manchuria a la migración de chinos han. A principios del siglo XX, debido al Chuang Guandong, los chinos han se habían convertido en el grupo étnico dominante en la región.

### República
En 1931, las fuerzas japonesas invadieron Heilongjiang. En 1932, los japoneses completaron la conquista de la provincia, que pasó a formar parte del estado títere japonés de Manchukuo.
En 1945, las fuerzas japonesas en Manchuria fueron derrotadas por el ejército soviético. Durante la guerra civil china, las fuerzas soviéticas ayudaron a los comunistas chinos. Heilongjiang se convirtió en la primera provincia controlada completamente por los comunistas y Harbin en la primera gran ciudad controlada por ellos.
Al principio del gobierno comunista, Heilongjiang incluía sólo la parte occidental de la actual provincia y tenía su capital en Qiqihar. El resto era la provincia de Songjiang; su capital era Harbin. En 1954, estas dos provincias se fusionaron en la actual Heilongjiang. Durante la Revolución Cultural, Heilongjiang también se amplió para incluir la liga de Hulun Buir y algunas otras zonas que antes pertenecían a Mongolia Interior; desde entonces, esto se ha revertido en su mayor parte.

## División administrativa
Heilongjiang está dividido en trece divisiones a nivel de prefectura: doce ciudades a nivel de prefectura (incluyendo una ciudad subprovincial) y una prefectura:
| Harbin Qiqihar Jixi Hegang Shuangyashan Daqing Yichun Jiamusi Qitaihe Mudanjiang Heihe Suihua Daxing'anling ☐ Los distritos de Jiagedaqi y Songling · son de facto subordinados a Daxing'anling, · pero de jure parte de Oroqen, Mongolia Interior.                               |                             |             |                           |                                                              |            |            |                    |                  |
| Código de división | División                    | Área en km² | Población (censo de 2010) | Sede                                                         | Divisiones | Divisiones | Divisiones         | Divisiones       |
| Código de división | División                    | Área en km² | Población (censo de 2010) | Sede                                                         | Distritos* | Condados   | Condados autónomos | Ciudades-condado |
| 230000 | Provincia de Heilongjiang   | 454,800.00  | 38,312,224                | Ciudad de Harbin                                             | 54         | 45         | 1                  | 21               |
| 230100 | Ciudad de Harbin            | 53,523.50   | 10,635,971                | Distrito de Songbei                                          | 9          | 7          |                    | 2                |
| 230200 | Ciudad de Qiqihar           | 42,205.81   | 5,367,003                 | Distrito de Jianhua                                          | 7          | 8          |                    | 1                |
| 230300 | Ciudad de Jixi              | 22,488.46   | 1,862,161                 | Distrito de Jiguan                                           | 6          | 1          |                    | 2                |
| 230400 | Ciudad de Hegang            | 14,679.98   | 1,058,665                 | Distrito de Xiangyang                                        | 6          | 2          |                    |                  |
| 230500 | Ciudad de Shuangyashan      | 26,483.00   | 1,462,626                 | Distrito de Jianshan                                         | 4          | 4          |                    |                  |
| 230600 | Ciudad de Daqing            | 22,161.00   | 2,904,532                 | Distrito de Sartu                                            | 5          | 3          | 1                  |                  |
| 230700 | Ciudad de Yichun            | 39,017.00   | 1,148,126                 | Distrito de Yimei                                            | 4          | 5          |                    | 1                |
| 230800 | Ciudad de Jiamusi           | 31,528.00   | 2,552,097                 | Distrito de Qianjin                                          | 4          | 3          |                    | 3                |
| 230900 | Ciudad de Qitaihe           | 6,221.42    | 920,419                   | Distrito de Taoshan                                          | 3          | 1          |                    |                  |
| 231000 | Ciudad de Mudanjiang        | 40,233.00   | 2,798,723                 | Distrito de Dong'an                                          | 4          | 1          |                    | 5                |
| 231100 | Ciudad de Heihe             | 66,802.65   | 1,673,898                 | Distrito de Aihui                                            | 1          | 2          |                    | 3                |
| 231200 | Ciudad de Suihua            | 34,964.17   | 5,416,439                 | Distrito de Beilin                                           | 1          | 6          |                    | 3                |
| 232700 | Prefectura de Daxing'anling | 46,755.00≈  | 511,564                   | Distrito de Jiagedaqi** (de facto); ciudad de Mohe (de jure) | 4**        | 2          |                    | 1                |
| Ciudades subprovinciales * – incluyendo distritos étnicos ** – distritos administrativos no registrados en el Ministerio de Asuntos Civiles (no incluidos en el recuento total de distritos) ≈ – sin incluir los territorios de Mongolia Interior (si se incluyen: 82,928.80 km²) |                             |             |                           |                                                              |            |            |                    |                  |

### Áreas urbanas
| Población por zonas urbanas de las prefecturas y ciudades de condado (censo de 2010) | Población por zonas urbanas de las prefecturas y ciudades de condado (censo de 2010) | Población por zonas urbanas de las prefecturas y ciudades de condado (censo de 2010) | Población por zonas urbanas de las prefecturas y ciudades de condado (censo de 2010) | Población por zonas urbanas de las prefecturas y ciudades de condado (censo de 2010) |
| #                                                                                    | Ciudad                                                                               | Área urbana                                                                          | Área distrital                                                                       | Ciudad propiamente dicha                                                             |
| ------------------------------------------------------------------------------------ | ------------------------------------------------------------------------------------ | ------------------------------------------------------------------------------------ | ------------------------------------------------------------------------------------ | ------------------------------------------------------------------------------------ |
| 1                                                                                    | Harbin                                                                               | 4,933,054                                                                            | 5,878,939                                                                            | 10,635,971                                                                           |
| (1)                                                                                  | Harbin (nuevo distrito)                                                              | 244,898                                                                              | 825,634                                                                              | véase Harbin                                                                         |
| 2                                                                                    | Daqing                                                                               | 1,433,698                                                                            | 1,649,825                                                                            | 2,904,532                                                                            |
| 3                                                                                    | Qiqihar                                                                              | 1,314,720                                                                            | 1,553,788                                                                            | 5,367,003                                                                            |
| 4                                                                                    | Mudanjiang                                                                           | 790,623                                                                              | 965,154                                                                              | 2,798,723                                                                            |
| 5                                                                                    | Jixi                                                                                 | 746,889                                                                              | 862,959                                                                              | 1,862,165                                                                            |
| 6                                                                                    | Yichun                                                                               | 694,019                                                                              | 428,306                                                                              | 1,148,126                                                                            |
| 7                                                                                    | Jiamusi                                                                              | 631,357                                                                              | 881,711                                                                              | 2,552,097                                                                            |
| 8                                                                                    | Hegang                                                                               | 600,941                                                                              | 664,471                                                                              | 1,058,665                                                                            |
| 9                                                                                    | Qitaihe                                                                              | 503,678                                                                              | 620,987                                                                              | 920,471                                                                              |
| 10                                                                                   | Shuangyashan                                                                         | 481,110                                                                              | 501,827                                                                              | 1,462,626                                                                            |
| 11                                                                                   | Suihua                                                                               | 364,225                                                                              | 877,114                                                                              | 5,418,153                                                                            |
| 12                                                                                   | Zhaodong                                                                             | 358,606                                                                              | 903,067                                                                              | véase Suihua                                                                         |
| 13                                                                                   | Shangzhi                                                                             | 269,699                                                                              | 585,386                                                                              | véase Harbin                                                                         |
| 14                                                                                   | Wuchang                                                                              | 259,836                                                                              | 881,224                                                                              | véase Harbin                                                                         |
| 15                                                                                   | Bei'an                                                                               | 248,471                                                                              | 436,444                                                                              | véase Heihe                                                                          |
| 16                                                                                   | Tieli                                                                                | 235,148                                                                              | 349,369                                                                              | véase Yichun                                                                         |
| 17                                                                                   | Nehe                                                                                 | 233,724                                                                              | 625,892                                                                              | véase Qiqihar                                                                        |
| 18                                                                                   | Anda                                                                                 | 223,486                                                                              | 472,826                                                                              | véase Suihua                                                                         |
| 19                                                                                   | Hailin                                                                               | 216,633                                                                              | 400,859                                                                              | véase Mudanjiang                                                                     |
| 20                                                                                   | Fujin                                                                                | 215,237                                                                              | 437,165                                                                              | véase Jiamusi                                                                        |
| 21                                                                                   | Hulin                                                                                | 193,028                                                                              | 317,884                                                                              | véase Jixi                                                                           |
| 22                                                                                   | Hailun                                                                               | 188,461                                                                              | 769,437                                                                              | véase Suihua                                                                         |
| 23                                                                                   | Mishan                                                                               | 176,612                                                                              | 407,451                                                                              | véase Jixi                                                                           |
| 24                                                                                   | Wudalianchi                                                                          | 148,465                                                                              | 326,391                                                                              | véase Heihe                                                                          |
| 25                                                                                   | Heihe                                                                                | 147,042                                                                              | 211,313                                                                              | 1,673,899                                                                            |
| 26                                                                                   | Jiagedaqi                                                                            | 142,465                                                                              | 154,359                                                                              | parte de Daxing'anling                                                               |
| 27                                                                                   | Ning'an                                                                              | 128,469                                                                              | 437,452                                                                              | véase Mudanjiang                                                                     |
| 28                                                                                   | Suifenhe                                                                             | 128,363                                                                              | 132,315                                                                              | véase Mudanjiang                                                                     |
| 29                                                                                   | Muling                                                                               | 112,882                                                                              | 293,271                                                                              | véase Mudanjiang                                                                     |
| (30)                                                                                 | Dongning                                                                             | 112,425                                                                              | 200,716                                                                              | véase Mudanjiang                                                                     |
| 31                                                                                   | Tongjiang                                                                            | 99,829                                                                               | 179,791                                                                              | véase Jiamusi                                                                        |
| (32)                                                                                 | Fuyuan                                                                               | 74,435                                                                               | 126,694                                                                              | véase Jiamusi                                                                        |
| (33)                                                                                 | Mohe                                                                                 | 71,307                                                                               | 83,414                                                                               | parte de Daxing'anling                                                               |

## Geografía

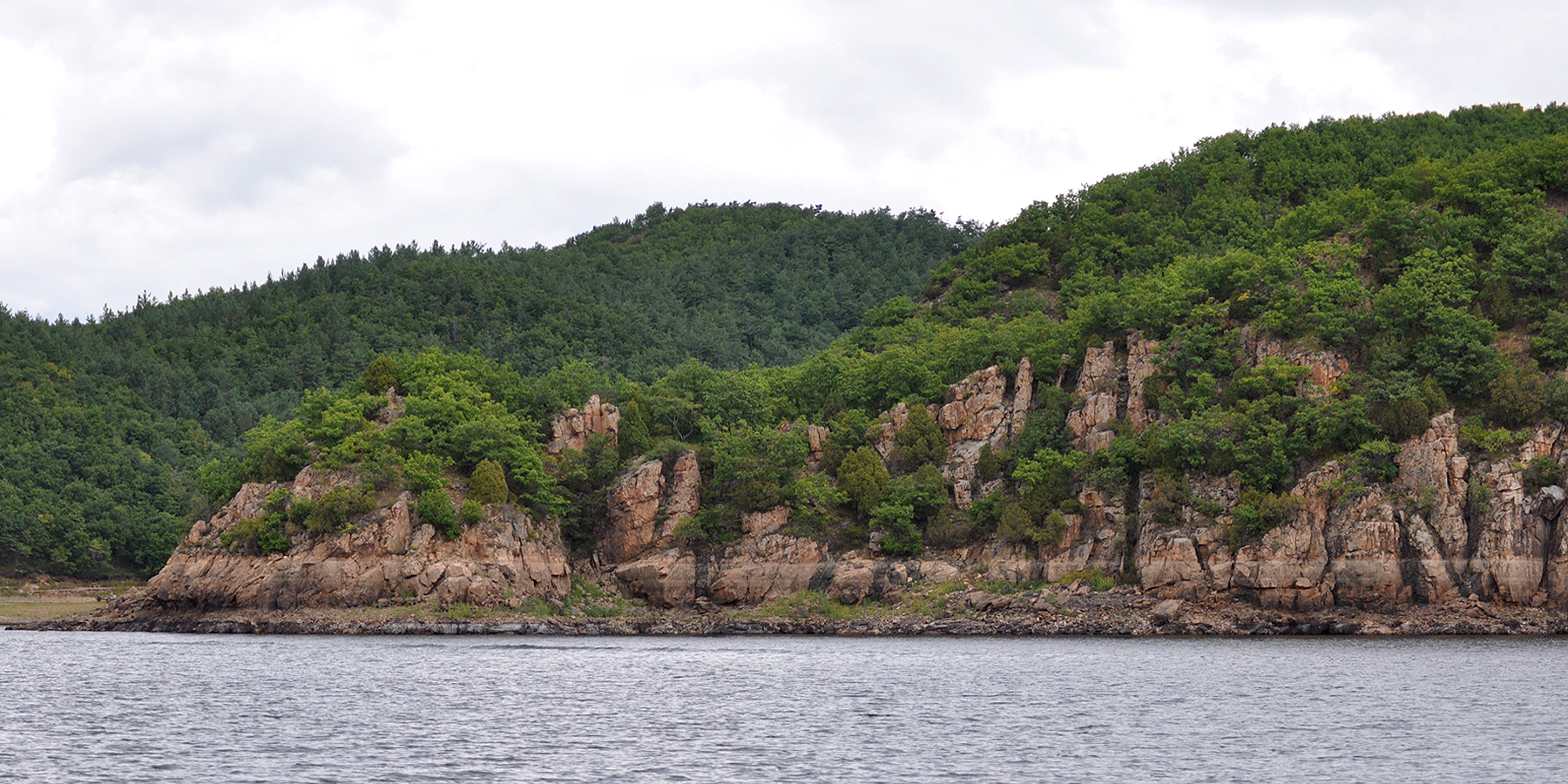
Lago Jingpohu, situado en el curso superior del río Mudan, entre las montañas de Wanda, en el condado de Ningan.

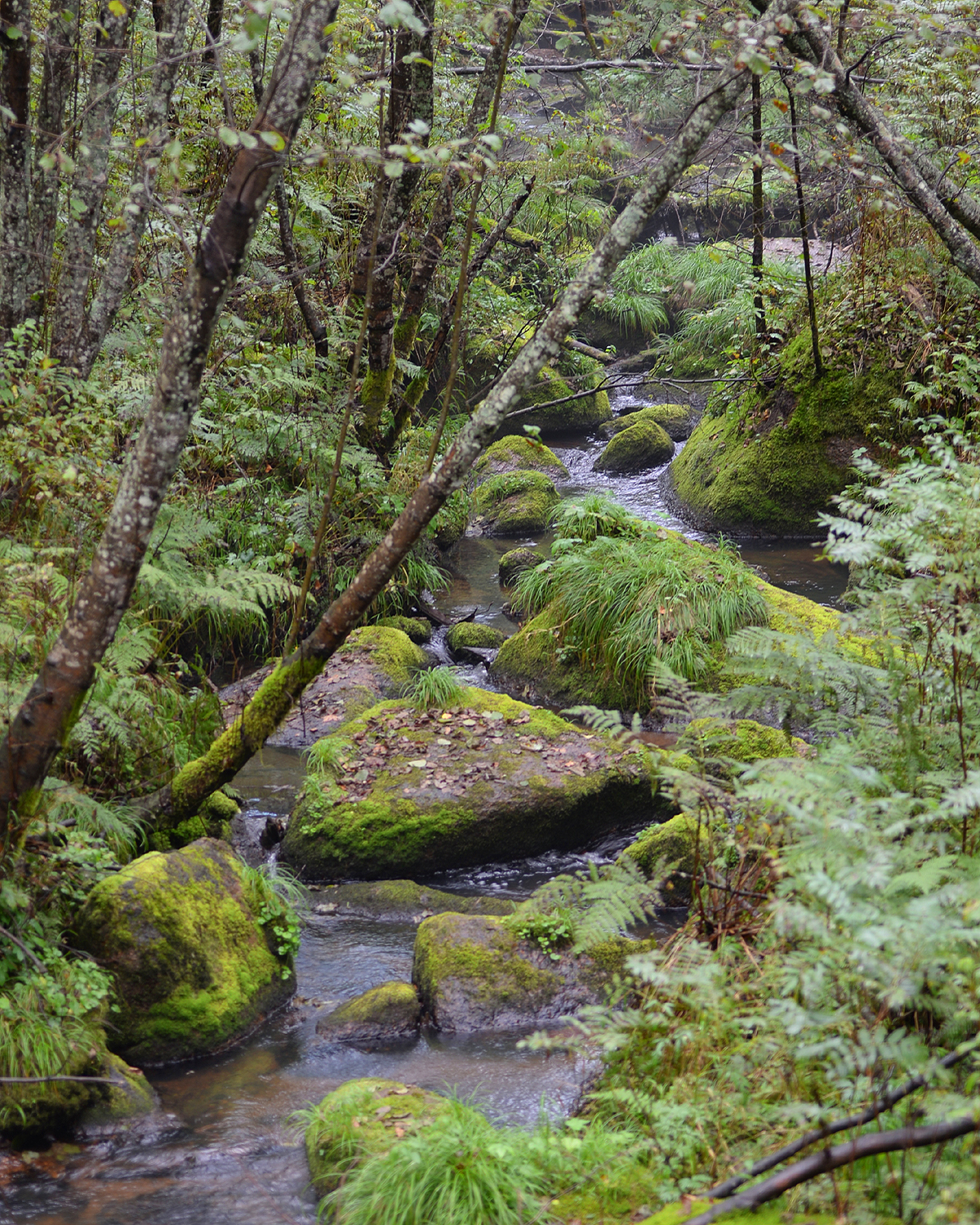
Parque Forestal Nacional de Wuying.

Heilongjiang es una tierra de topografía variada. Gran parte de la provincia está dominada por cadenas montañosas como la cordillera de Khingan Mayor y la cordillera de Khingan Menor, las montañas Zhangguangcai, las montañas Laoye y las montañas Wanda. El pico más alto es la montaña Datudingzi, con 1 690 metros, situada en la frontera con la provincia de Jilin. La Gran Cordillera de Khingan contiene el mayor bosque virgen que queda en China y es una zona importante para la industria forestal del país.
El este y el suroeste de la provincia, relativamente llanos y de baja altitud, cuentan con el río Muling, el río Naoli, el río Songhua, el río Nen y el río Mudan, todos ellos afluentes del Amur, mientras que la frontera norte forma parte del valle del Amur. El lago Xingkai (o lago Janka) se encuentra en la frontera con la región rusa de Primorski.
En la provincia predomina un clima continental húmedo (Köppen Dwa o Dwb), aunque las zonas del extremo norte son subárticas (Köppen Dwc). Los inviernos son largos y amargos, con una media de -31 a -15 °C  en enero, y los veranos son cortos y de cálidos a muy cálidos, con una media de 18 a 23 °C en julio. La precipitación media anual es de 400 a 700 milímetros, concentrada en gran medida en verano. El tiempo despejado prevalece durante todo el año, y en primavera, la llanura de Songnen y la de Sanjiang proporcionan abundantes fuentes de energía eólica.

## Economía

### Agricultura

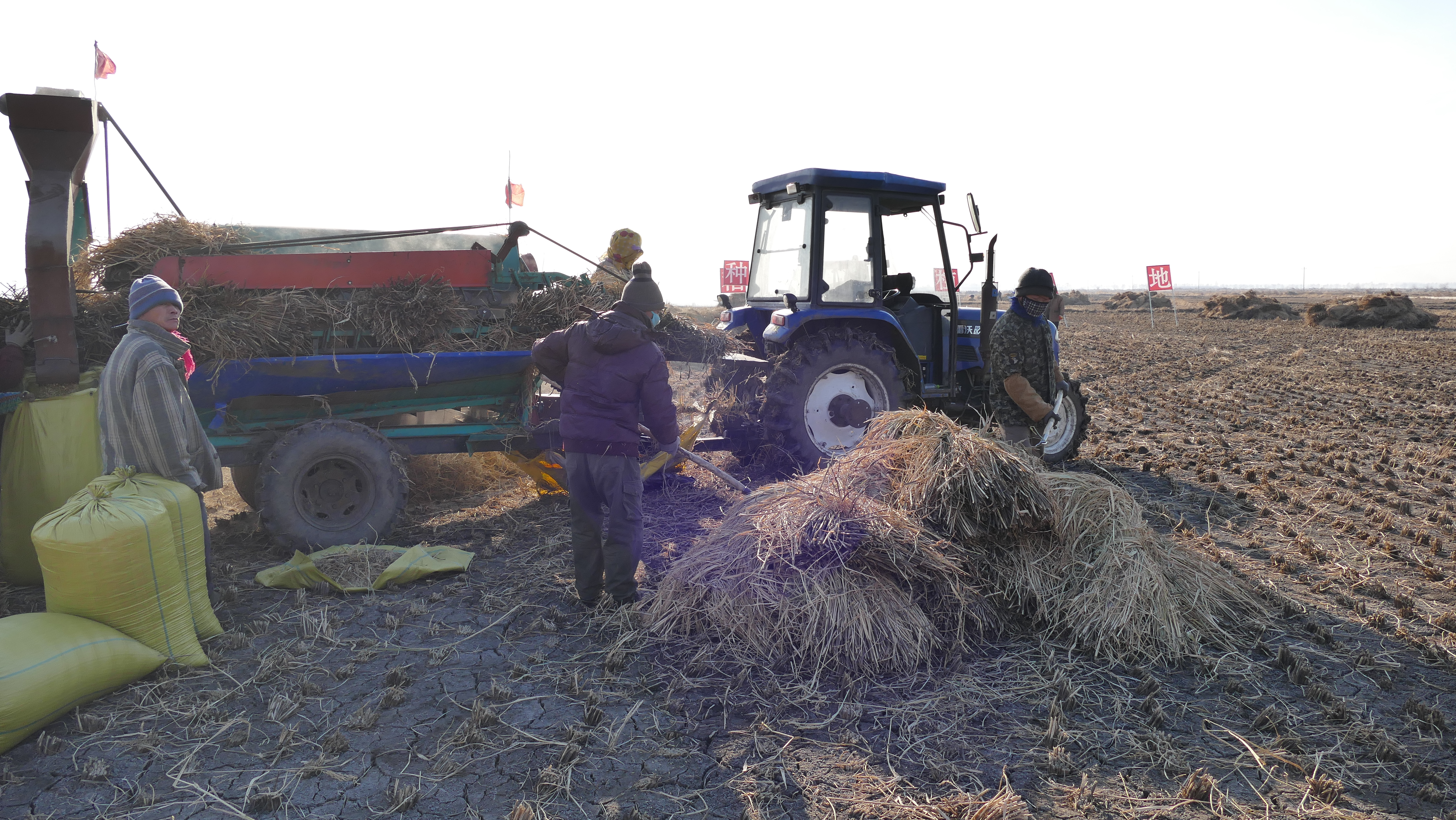
Industria agrícola en la provincia.

Heilongjiang alberga las mayores plantaciones de arroz, maíz y soja de China, con un total de 14,37 millones de hectáreas de superficie de plantación de cereales, incluyendo 4 millones de hectáreas de plantación de arroz y 5,5 millones de hectáreas de maíz. Heilongjiang tiene vastas extensiones de tierra negra (chernozem), uno de los tipos de suelo más fértiles. Desde principios del siglo XX, el cultivo en el cinturón de tierra negra se ha multiplicado casi por 100, y después de la década de 1960 la agricultura de la región se transformó en una agricultura moderna con una fuerte mecanización y un aumento del uso de fertilizantes. Heilongjiang es una de las principales zonas de producción de arroz japónica de Asia, conocida por sus variedades de arroz de marca de alta calidad. La introducción de variedades resistentes al frío, las políticas favorables y el cambio climático han contribuido a un importante aumento de la producción de arroz en los últimos años. Entre los cultivos comerciales se encuentran la remolacha, el lino y el girasol.
Heilongjiang es también una importante fuente de madera para China. El pino, especialmente el coreano, y el alerce son las formas más importantes de madera producida en Heilongjiang. Los bosques se encuentran sobre todo en los montes Khingan Mayor y Khingan Menor.
La ganadería en Heilongjiang se centra en los caballos y el ganado vacuno; la provincia tiene el mayor número de vacas lecheras y la mayor producción de leche entre todas las divisiones provinciales de China.

### Industria
Heilongjiang forma parte del noreste de China, la base industrial tradicional del país. La industria se centra en el carbón, el petróleo, la madera, la maquinaria y los alimentos. Debido a su ubicación, Heilongjiang es también una importante puerta de entrada para el comercio con Rusia. Desde que una oleada de privatizaciones provocó el cierre de fábricas poco competitivas en la década de 1990, Manchuria ha sufrido un estancamiento. Por ello, el gobierno ha puesto en marcha la campaña "Revitalizar el noreste de China" para hacer frente a este problema, promoviendo el sector privado como método preferido de reforma económica.
El petróleo es de gran importancia en Heilongjiang, y los yacimientos de Daqing son una importante fuente de petróleo para China. El carbón, el oro y el grafito son otros minerales importantes que se encuentran en Heilongjiang. Heilongjiang también tiene un gran potencial para la energía eólica, con una capacidad potencial de 134 gigavatios de producción de energía.

### Zonas de desarrollo
- Zona de Desarrollo Industrial de Alta Tecnología de Daqing

La Zona de Desarrollo Industrial de Nueva y Alta Tecnología de Daqing se construyó en abril de 1992 y fue aprobada como zona nacional de alta tecnología por el Consejo de Estado ese mismo año. Su superficie inicial es de 208,54 km² y recientemente se ha ampliado en 32,45 km².
- Zona de Cooperación Económica Fronteriza de Heihe
- Zona de Desarrollo Económico y Tecnológico de Harbin
- Zona de Desarrollo Industrial de Nueva y Alta Tecnología de Harbin

La Zona de Alta Tecnología de Harbin se creó en 1988 y fue aprobada por el Consejo de Estado como zona de desarrollo nacional en 1991. Tiene una superficie total de 34 km² en los parques centralizados, subdivididos en los parques centralizados de Nangang, Haping Road y Yingbin Road. El Parque Centralizado de Nangang está destinado a la incubación de proyectos de alta tecnología y a la base de investigación y desarrollo de empresas, así como a industrias terciarias como la financiera, la de seguros, la de servicios, la de restauración, la de turismo, la de cultura, la de ocio y la de entretenimiento, donde se ubican las sedes de las principales empresas de renombre y sus sucursales en Harbin; el Parque Centralizado de Haping Road es una base industrial integral para los proyectos de inversión de fabricación de automóviles y piezas de automóviles, medicinas, productos alimenticios, electrónica, textil; el Parque Centralizado de Yingbin Road está destinado principalmente a proyectos de incubación de alta tecnología, desarrollo industrial de alta tecnología.
- Zona comercial chino-rusa de Dongning-Piurtaphca

La Zona Comercial Sino-Rusa Dongning-Piurtaphca fue aprobada por el Consejo de Estado en 2000 y se completó en 2005. La zona tiene una superficie prevista de 275,4 hectáreas. La parte china de la zona cuenta con un centro comercial de 22 hectáreas con cuatro áreas subsidiarias, A, B, C y D, en las que ya están instalados más de 6.000 puestos, principalmente de ropa, electrodomésticos, alimentos, materiales de construcción, etc.
- Área de Cooperación Económica Fronteriza de Suifenhe

El Distrito de Cooperación Económica Fronteriza de Suifenhe (DCEF de Suifenhe) está situado en el norte de la ciudad de Suifenhe, y limita con Rusia al este. La ZECD de Suifenhe es la mayor de las tres zonas de comercio fronterizo a nivel estatal de Heilongjiang, en cuanto a número de inversores. La OCDE de Suifenhe cuenta con una cómoda red de transporte. El ferrocarril Binzhou-Suifenhe, que conecta con el ferrocarril ruso del Lejano Oriente, es un importante puerto de exportación. La distancia ferroviaria entre Suifenhe y Harbin es de 548 km. Buguranikinai, la correspondiente ciudad portuaria rusa, está a 21 km.

## Transporte

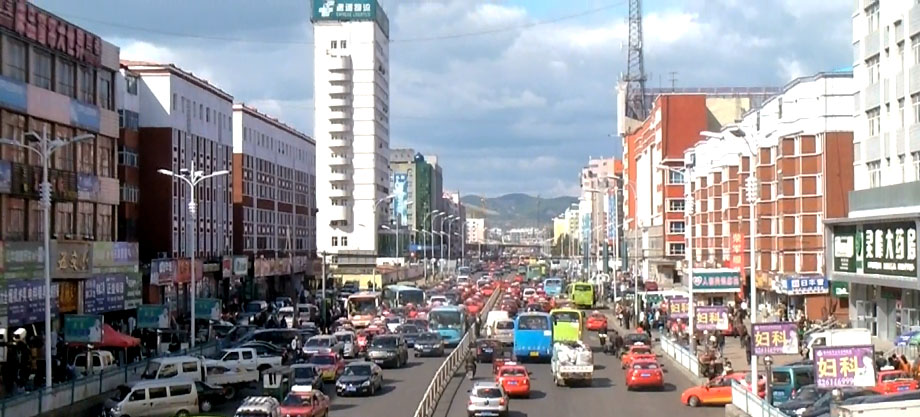
Calle principal de Jixi.

### Carreteras
Heilongjiang cuenta con una extensa red de carreteras. En octubre de 2020, contaba con 165.989 km de autopistas, carreteras y otras vías. La autopista Pekín-Harbin es el corredor de autopistas más importante de la provincia, que comienza en la frontera entre Heilongjiang y Jilin y termina en la autopista de circunvalación de Harbin. La autopista Harbin - Tongjiang discurre hacia el noreste y une condados lejanos dentro de la jurisdicción de Harbin, Jiamusi y otros condados importantes del noreste de Heilongjiang. Cerca del final de la autopista Harbin-Tongjiang, la autopista Jiansanjiang-Isla Heixiazi se desprende de la autopista principal en Jiansanjiang y conecta muchas granjas estatales en el extremo oriental de la provincia antes de terminar cerca de la frontera chino-rusa. La autopista Suifenhe - Manzhouli es otro corredor importante, que va de sureste a noroeste y conecta algunos de los centros de población más importantes de la provincia, como Mudanjiang, Harbin, Daqing y Qiqihar, antes de terminar en la frontera entre Heilongjiang y Mongolia Interior. La autopista Hegang - Dalian, que discurre entre Hegang y la frontera entre Heilongjiang y Jilin, en el este de Heilongjiang, es otra de las principales vías rápidas que facilitan el transporte de madera y carbón.

### Ferrocarriles

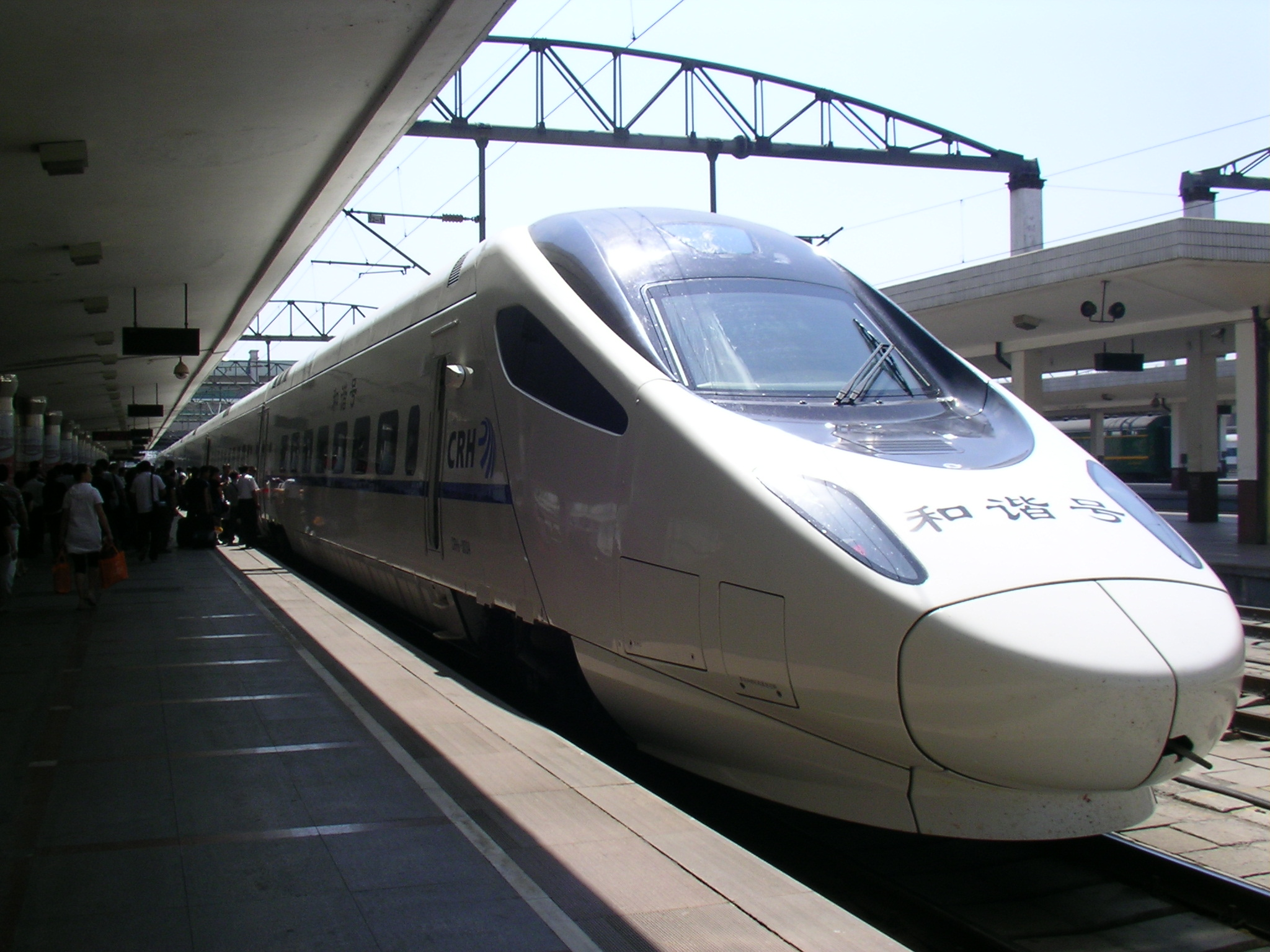
Tren de alta velocidad en Nangang.

Hay sesenta líneas de ferrocarril de unos 5 300 kilómetros (3 300 millas), incluido un tramo del Puente Continental Asia-Europa. El ferrocarril de alta velocidad Harbin-Dalian, terminado en 2012, se extiende desde Harbin, capital de Heilongjiang, hasta Dalian, en la provincia de Liaoning, pasando por Changchun y Shenyang, con veintitrés paradas. 

### Aeropuertos
Los principales aeropuertos son el Aeropuerto Internacional de Harbin-Taiping, el Aeropuerto de Qiqihar, el Aeropuerto de Mudanjiang, el Aeropuerto de Jiamusi y el Aeropuerto de Heihe. El Aeropuerto Internacional de Harbin tiene capacidad para más de siete millones de pasajeros al año y conecta con más de setenta ciudades nacionales e internacionales.

## Cultura

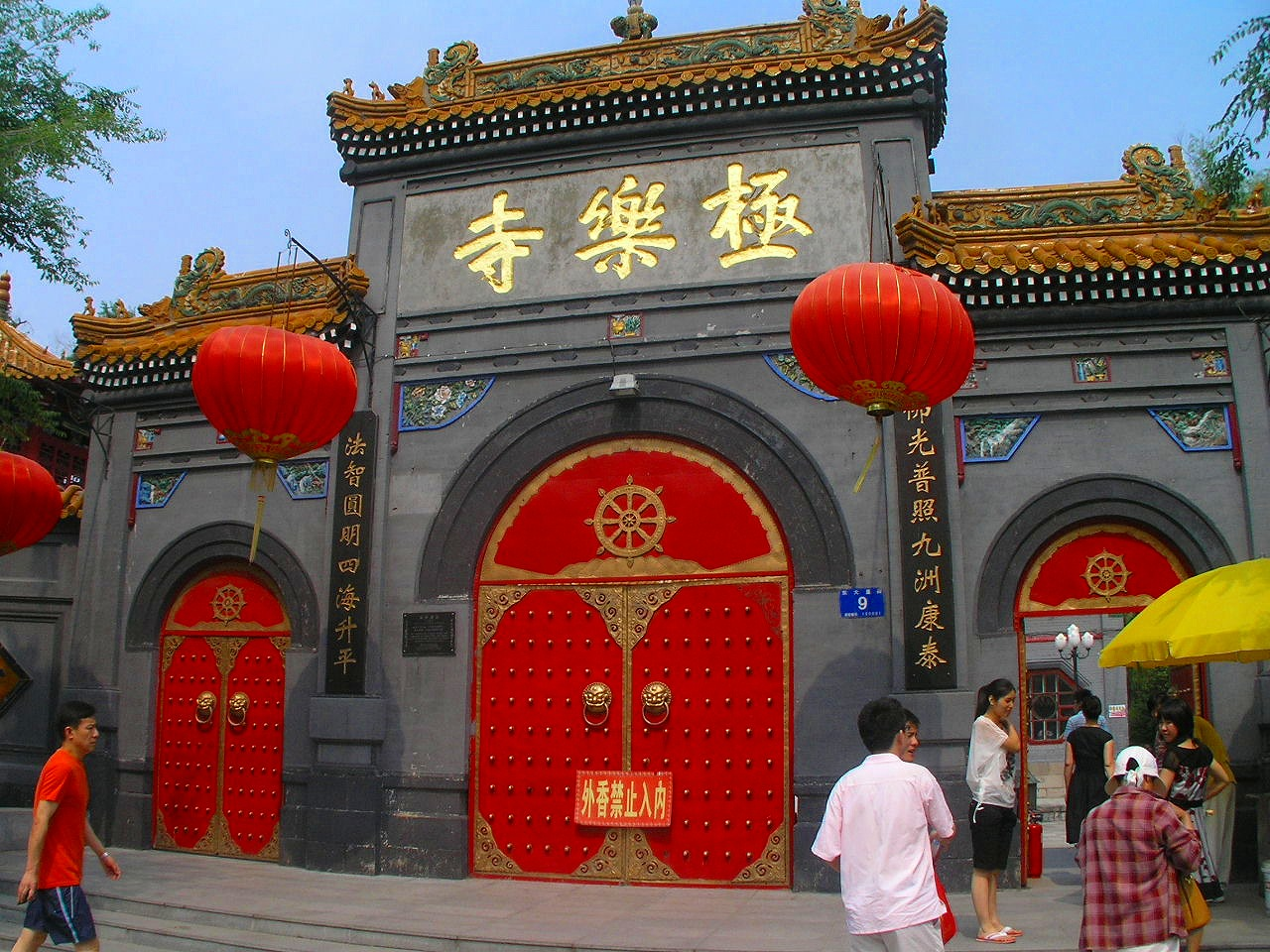
Templo Ji Le (Templo de la Dicha), un templo budista en Harbin.

La cultura de Heilongjiang forma parte de una cultura del noreste de China relativamente homogénea en esta región, conocida en chino mandarín como "Dongbei" (el noreste).
Harbin, la capital de la provincia, es una ciudad de contrastes, con influencias chinas, rusas y eclécticas de todo el mundo claramente evidentes. La mezquita de Bukui, patrimonio nacional, es el mayor edificio de azulejos de la provincia. La ciudad está salpicada de iglesias ortodoxas, católicas y protestantes, así como de sinagogas.
El largo y frío invierno es el telón de fondo de sus afamadas exposiciones de esculturas de hielo. En 2007 ya se inauguró en Harbin el 8.º Mundo de Hielo y Nieve. Más de 2 000 esculturas de hielo se exhibieron en el evento anual.
Los lagos de Wudalianchi son una serie de cinco lagos que se formaron entre 1719 y 1721, cuando una erupción volcánica transformó una sección de un afluente del Amur en cinco lagos interconectados. El segundo lago, en particular, es famoso por sus vistas geológicas irregulares. El lago Jingbo, en el condado de Ning'an, es un tramo del río Mudan que se ha estrechado y ha sido moldeado por la erupción volcánica en una serie de lugares de interés, como las cataratas Diaoshuilou.
La provincia cuenta con un parque zoológico llamado Parque del Tigre Siberiano de Harbin.
La mayoría de los habitantes de Heilongjiang no son religiosos o practican las religiones populares chinas, incluido el taoísmo. Muchos manchúes practican el chamanismo. El budismo chino y el tibetano tienen una importante presencia en la provincia.

## Demografía
La mayor parte de los habitantes de Heilongjiang son chinos han, aunque hay minorías étnicas entre las que se incluyen manchúes, rusos, mongoles, huis, coreanos, daur, oroqen y hezhen.
| Grupos étnicos de Heilongjiang, censo de 2000 | Grupos étnicos de Heilongjiang, censo de 2000 | Grupos étnicos de Heilongjiang, censo de 2000 |
| Nacionalidad                                  | Población                                     | Porcentaje                                    |
| --------------------------------------------- | --------------------------------------------- | --------------------------------------------- |
| Han                                           | 34.465.039                                    | 95,20%                                        |
| Manchú                                        | 1.037.080                                     | 2,86%                                         |
| Coreana                                       | 388.458                                       | 1,07%                                         |
| Mongol                                        | 141.495                                       | 0,390%                                        |
| Hui                                           | 124.003                                       | 0,342%                                        |
| Daur                                          | 43.608                                        | 0,120%                                        |
| Xibe                                          | 8.886                                         | 0,025%                                        |

No incluye a los miembros del Ejército Popular de Liberación (EPL) en servicio activo.

## Educación

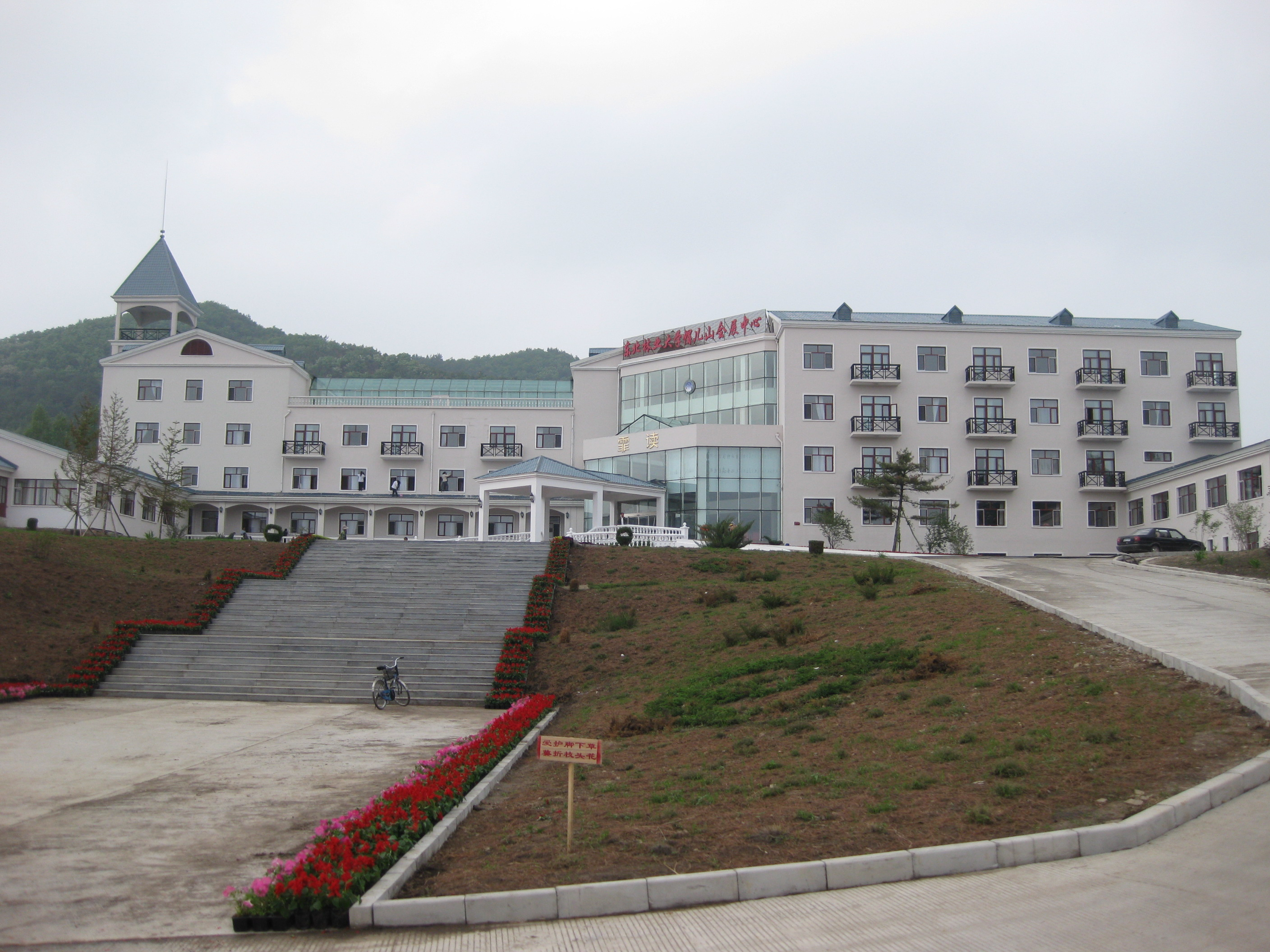
El Hotel Feidu en el Centro Forestal Experimental de Maoershan de la Northeast Forestry University.

Principales centros educativos de la provincia:
- Universidad Forestal del Noroeste
- Instituto de Tecnología de Harbin
- Universidad de Ingeniería de Harbin
- Universidad Agricultural del Noreste
- Universidad de Ciencias y Tecnología de Harbin
- Universidad de Heilongjiang
- Universidad Internacional de Heilongjiang
- Instituto de Tecnología de Heilongjiang
- Universidad Médica de Harbin
- Daqing Staff and Workers University
- Northeast Petroleum University
- Universidad de Medicina China de Heilongjiang
- Heilongjiang Commercial University
- Harbin Normal University
- Heilongjiang August First Land Reclamation University
- Universidad de Qiqihar